# Università di Memphis
L'Università di Memphis è un'università statunitense pubblica con sede a Memphis.

## Storia
L'università fu fondata il 10 settembre 1912 come West Tennessee Normal School ed il primo rettore fu Seymour A. Mynders; la denominazione cambiò più volte (nel 1925 West Tennessee State Teachers School e nel 1941 Memphis State College) fino ad assumere l'attuale nome il 1º luglio 1994.

## Pallacanestro e football
I Tiger fanno parte della NCAA Division I, dal 2005 al 2013 sono stati affiliati alla Conference USA per poi passare all'American Athletic Conference. La pallacanestro ed il football americano sono gli sport principali, le partite interne vengono giocate al Liberty Bowl Memorial Stadium e indoor al FedExForum.

### Pallacanestro
Memphis è una potenza nel college basket, ha raggiunto due volte la finale per il titolo NCAA perdendolo in entrambe le occasioni, ciò accadde nel 1973 contro UCLA e nel 2008 contro Kansas dopo un tempo supplementare; in quest'ultima occasione però l'NCAA squalificò i Tigers e cancellò tutti i risultati acquisti in quella stagione per via del tesseramento irregolare di Derrick Rose

I Tigers si sono presentati al torneo NCAA come testa di serie numero 1 della propria conference in due occasioni, nel 2008 e nel 2006 dove però furono eliminati alle Elite Eight.